# Cameron Wells
Cameron Louis Wells (Houston, 23 settembre 1988) è un cestista statunitense.

## Palmarès
- ProA: 1

Gießen 46ers: 2014-15
- Coppa di Polonia: 1

Trefl Sopot: 2023